# Кайнар (Сузакский район)
Кайнар (каз. Қайнар) — село в Сузакском районе Туркестанской области Казахстана. Входит в состав Сызганского сельского округа. Код КАТО — 515649400.

## Население
В 1999 году население села составляло 784 человека (408 мужчин и 376 женщин). По данным переписи 2009 года, в селе проживало 986 человек (527 мужчин и 459 женщин).

## Известные жители и уроженцы
- Адильбеков, Жотабай (1886—?) — Герой Социалистического Труда.
- Аметчаев, Буркан (1908—1964) — Герой Социалистического Труда.